# Distilleerketel
Le Distilleerketel est un moulin à vent de type stellingmolen (nl) (moulin de plate-forme) construit en 1727. Il est détruit par un incendie en 1899, puis reconstruit au début du XXe siècle. Après avoir été endommagé durant la seconde guerre mondiale, le Distilleerketel est à nouveau reconstruit dans les années 1980, puis fait l'objet d'une restauration à la fin des années 2000.
Ce moulin a pour fonction de moudre le malt. Dans sa partie supérieure, le moulin est muni d'une meule double tournant sur un axe horizontal et recouverte d'un capot. Le Distilleerketel, qui se développe sur une hauteur totale d'environ 10 m, est localisé dans l'arrondissement de Delfshaven, à Rotterdam.

## Localisation
| - OpenStreetMap Géolocalisation du Distilleerketel, à Rotterdam. |

Le Distilleerketel est localisé au 210, quai de Voorhaven, au sein de Delfshaven, un arrondissement appartenant à la commune de Rotterdam, dans la province de Hollande-Méridionale,.

## Histoire
Le Ditilleerketel, dans son premier état, est construit par l'architecte Hugo van der Plas, à l'emplacement d'une ancienne distillerie. Il est inauguré le 11 avril 1727 par les maîtres brasseurs Ary Somwilje, Leendert Endelman et Nicolas Nobel,. Vers la fin du XVIIIe siècle, le 24 mai 1778, Maarkten de Wit, un marchand et torréfacteur de grain, obtient une licence afin d'ouvrir une distillerie établie au niveau de l'Oude Haven. Cet établissement fait l'objet d'un rachat au début du XIXe siècle. Le 23 octobre 1823, une nouvelle distillerie, la « N.V. J.H. Henkes Distilleerderij », fondée par les brasseurs Johannes Hermanus Henkes, Arie de Jong en Gerke d'Arnaud Gerkens, est installée à proximité du Distilleerketel. Le malt est broyé par le moulin pour ensuite être décanté au sein de cette distillerie,.
Le premier moulin fait l'objet d'une destruction par incendie à la fin du XIXe siècle, le 25 juillet 1899,.

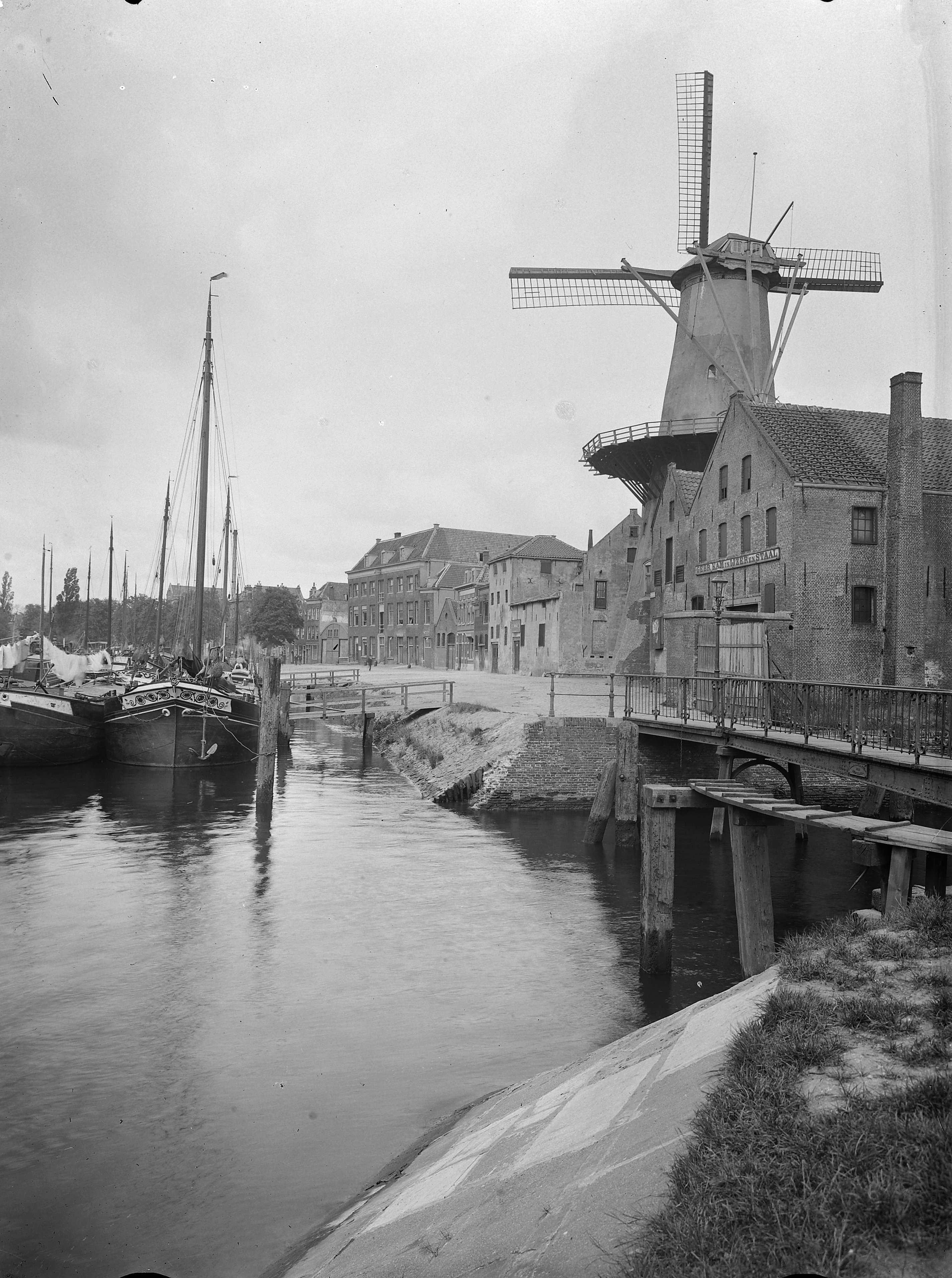
Le Distillerketel, second état, en 1918.

Postérieurement, le moulin est reconstruit dans son second état et demeure fonctionnel et opérationnel jusqu'en 1922. Dans les années qui suivent, le moulin cesse de fonctionner et, laissé à l'abandon, il est dès lors soumis à d'importantes détériorations,.
Au cours de la Seconde Guerre mondiale, le 11 mai 1940, le Distilleerketel est pris entre plusieurs tirs croisés des troupes allemandes et des forces néerlandaises. Durant cet épisode, le moulin est en grande partie endommagé,.

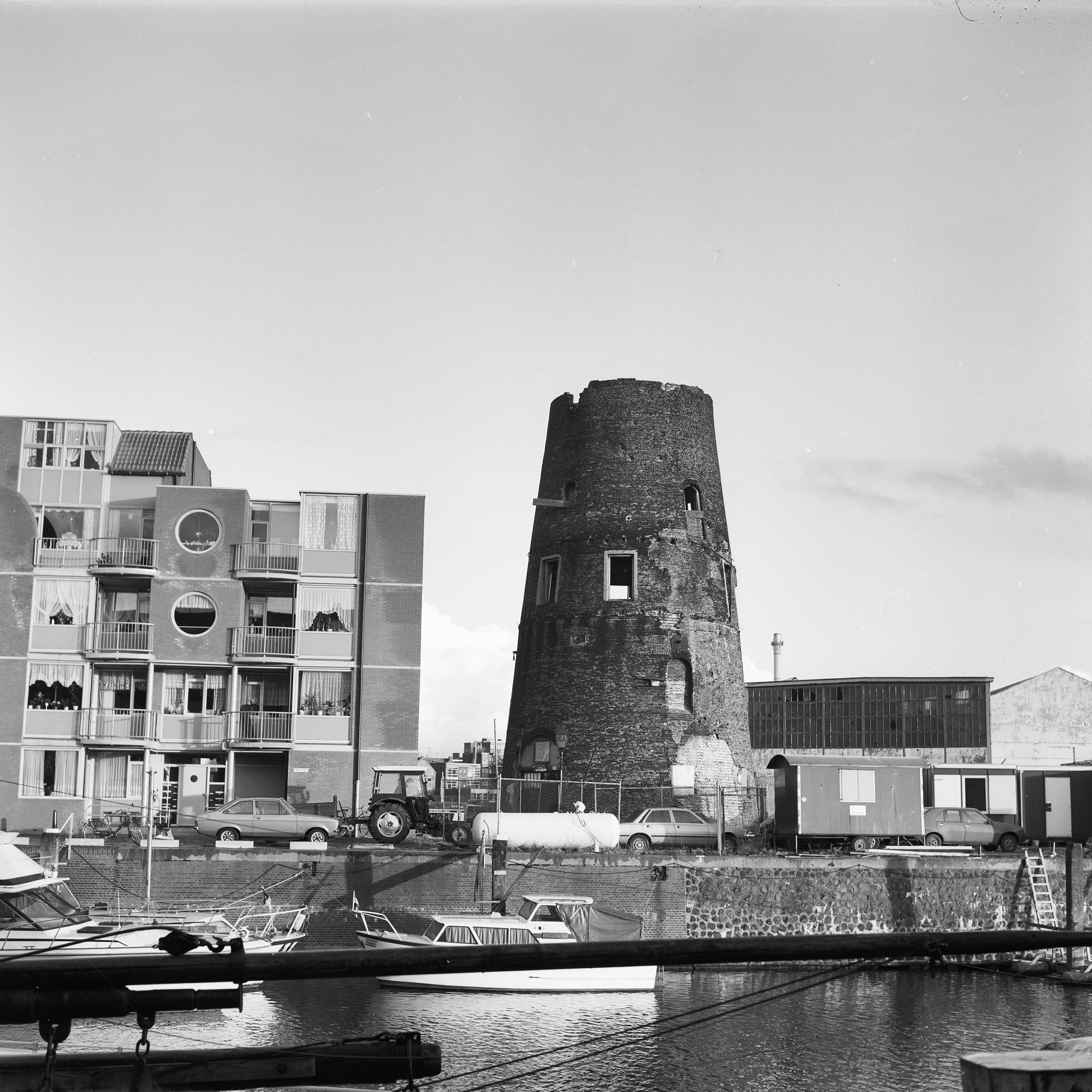
Les vestiges du Distillerketel, en 1980.

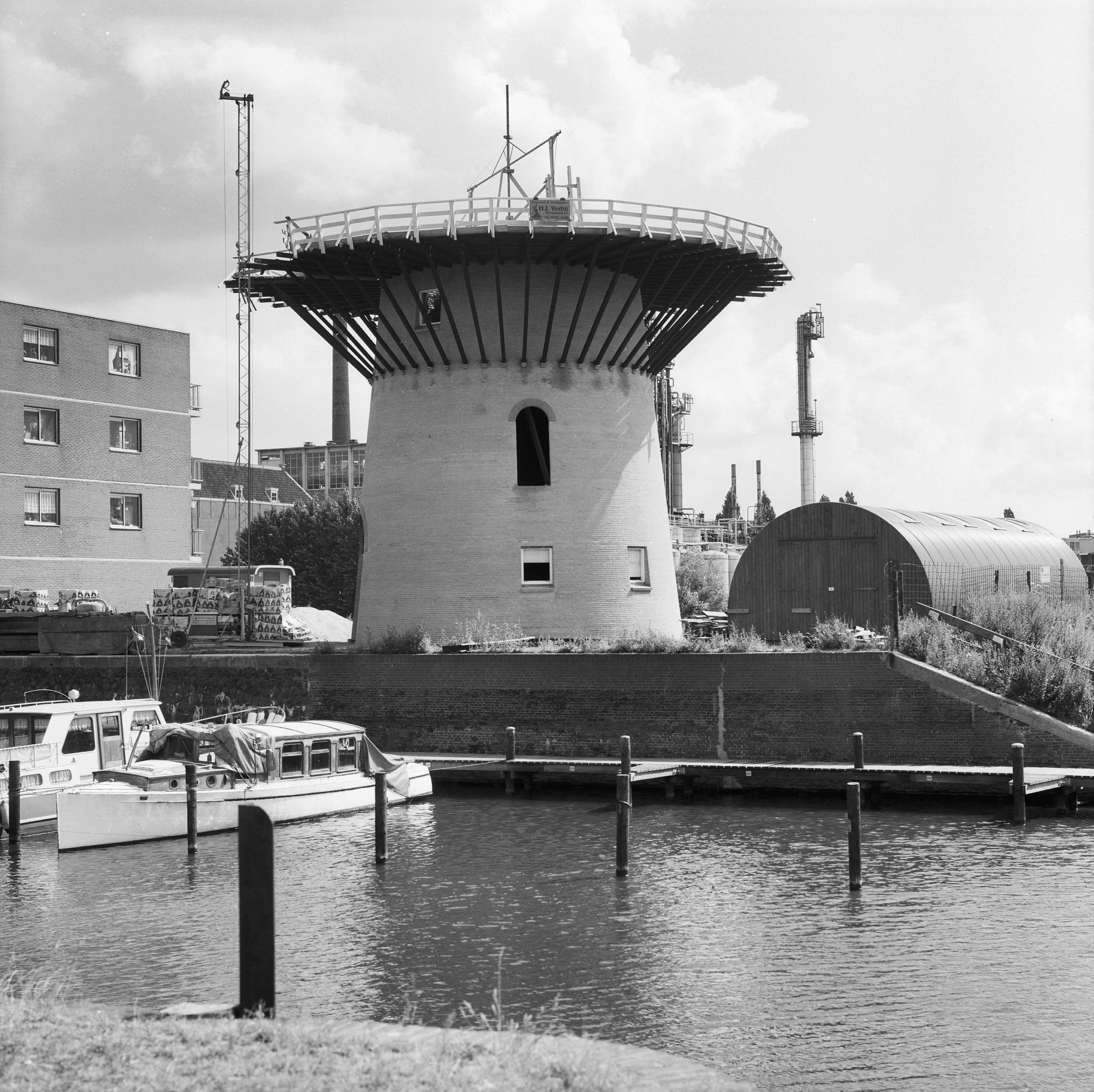
Les premiers travaux de restauration du moulin, dans les années 1980.

Au début des années 1980, la décision de restaurer le Distilleerketel, « bâtiment et emblème historique » du quartier de Delfschaven, est prise au début des années 1980. Toutefois, à cette époque, en raison de l'ampleur des travaux à réaliser — la tour du moulin avait été auparavant brisée à mi-hauteur —, cette prise de décision se révèle compromise car elle ne fait alors pas l'unanimité au sein de la municipalité et du conseil de l'arrondissement. Pour autant, la restauration du moulin s'est effectuée sous la condition que de nouveaux lotissements soient aménagés et bâtis à proximité du Distilleerketel. Le moulin est dès lors reconstruit par l'architecte Fa. Verbij sur un nouveau site, lieu distant d'environ 11 m de son emplacement initial.
Le 23 mars 1983, le Distilleerketel bénéficie d'une inscription au titre de monument national.
Le moulin, dans son troisième état, est rehaussé de quelques mètres. Certains matériaux de l'ancien moulin sont réutilisés. La jupe (la base et les soubassements) du Distilleerketel, de forme circulaire, sont conservés. De même, la toiture du moulin, qui affecte l'aspect d'un cône, est également conservée dans son état d'origine. En revanche, l'envergure des ailes est augmentée car l'axe de rotation est établi à une hauteur surélevée d'environ 1 m. L'axe de rotation, fabriqué en 1985, est composé de fonte.
En 2004, les barreaux transversaux et disposés sur les vergues des ailes, ainsi que les cotrets qui les relient, ont été entièrement renouvelés et réassemblés. Afin d'augmenter la capacité et la puissance du moulin, les toiles et la rectitude des vergues du moulin ont fait l'objet d'importantes améliorations par rapport aux précédentes. En outre, les barreaux des ailes sont plus espacés. Vers la fin 2007, un nouveau système de freinage, constitué de valves, est installé sur l'axe de rotation des ailes. Ces valves peuvent être actionnées par le biais de l'arbre de transmission. Ces éléments sont combinés avec un système EPDM.
Le Distilleerketel, dans son état actuel, dispose également de deux nouvelles meules à grain.

## Caractéristiques et description

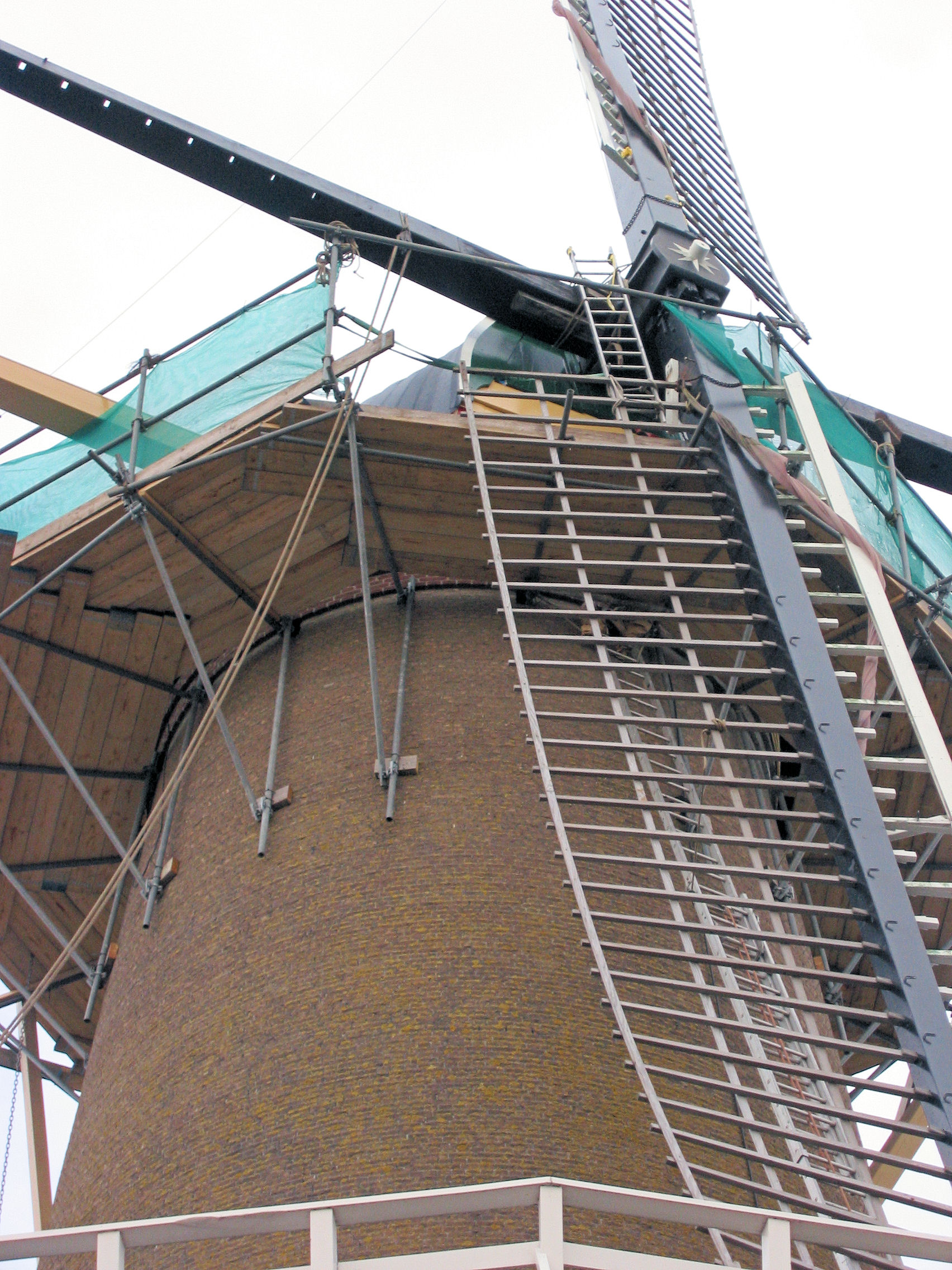
Détails du mécanisme de rotation des ailes.

Le moulin s'élève à une hauteur de 10 m. Les ailes du Distilleerketel se déploient sur une envergure totale de 27.40 à 27,50 m. Le moulin dispose d'un premier rapport d'engrenage de 1/6,64 et d'un second de 1/5,99.
Sa roue supérieure est munie de 60 alluchons et est associée à un pignon doté de 31 barres.
Sa roue inférieure possède 96 alluchons et est associée à deux pignons : l'un muni de 28 barres et le second doté de 31.

## Inscription
Sur le fronton du moulin, de couleur verte et blanche et à la décoration sobre est inscrit : « 1727-1940 Multuorum civicium opera resurrexi ad MCMLXXXVI », ce qui signifie : « Je suis ressuscité grâce à l'aide de nombreux citoyens en 1986 ».

## Galerie

Aperçus du Distillerketel
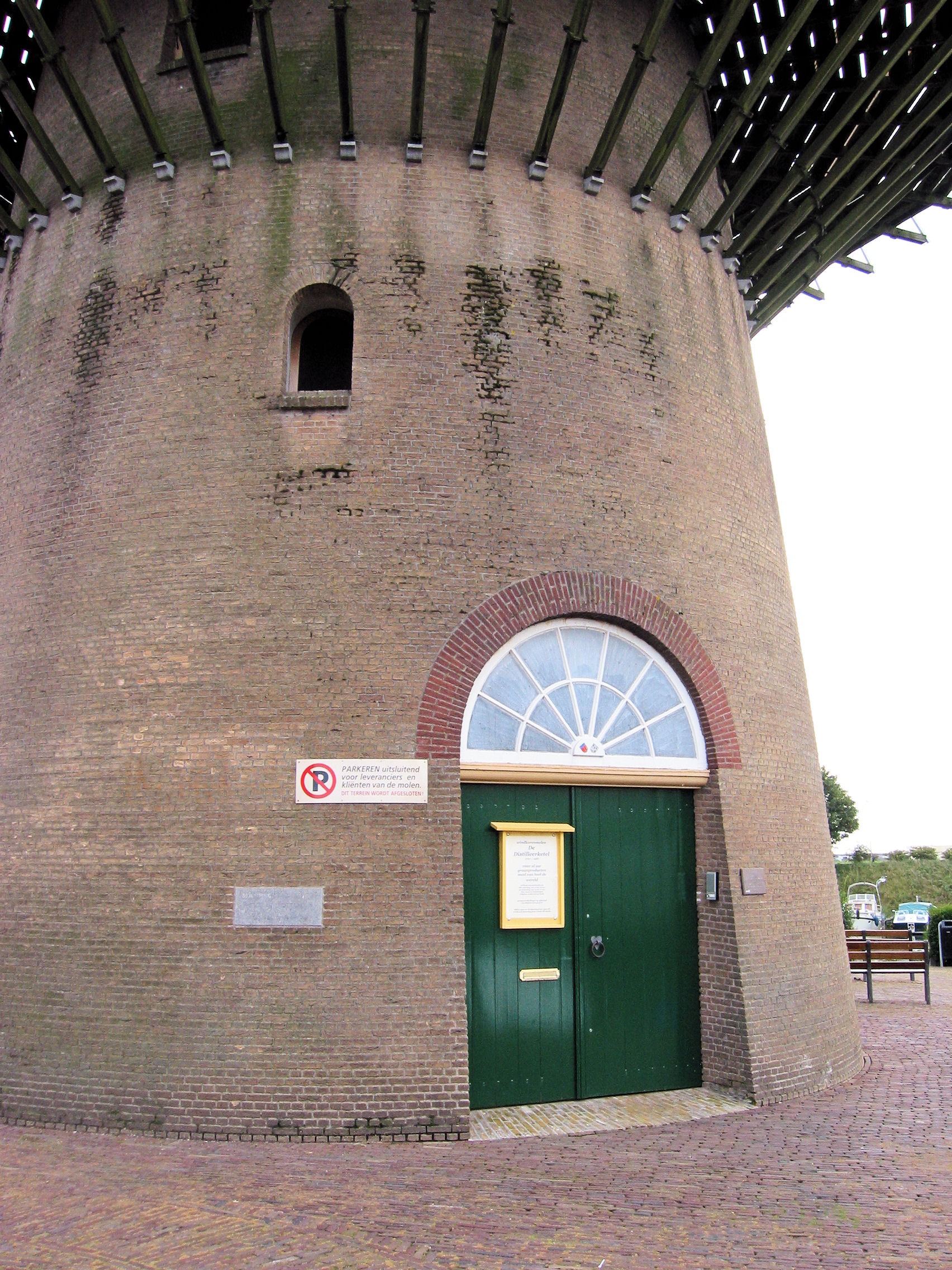
La partie inférieure de la tour du moulin.
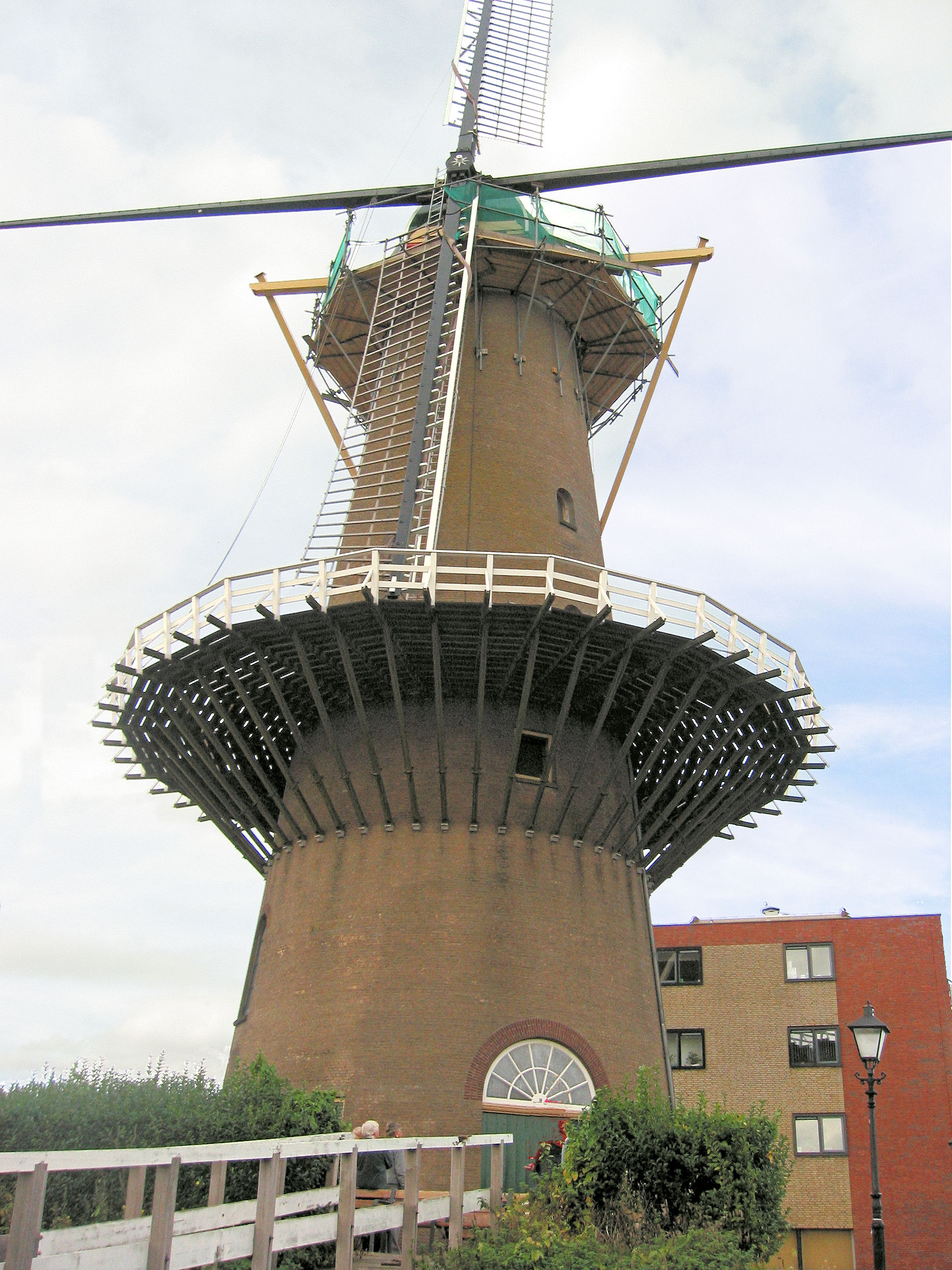
Vue d'ensemble de la tour du Distillerketel, après sa restauration en 2007.
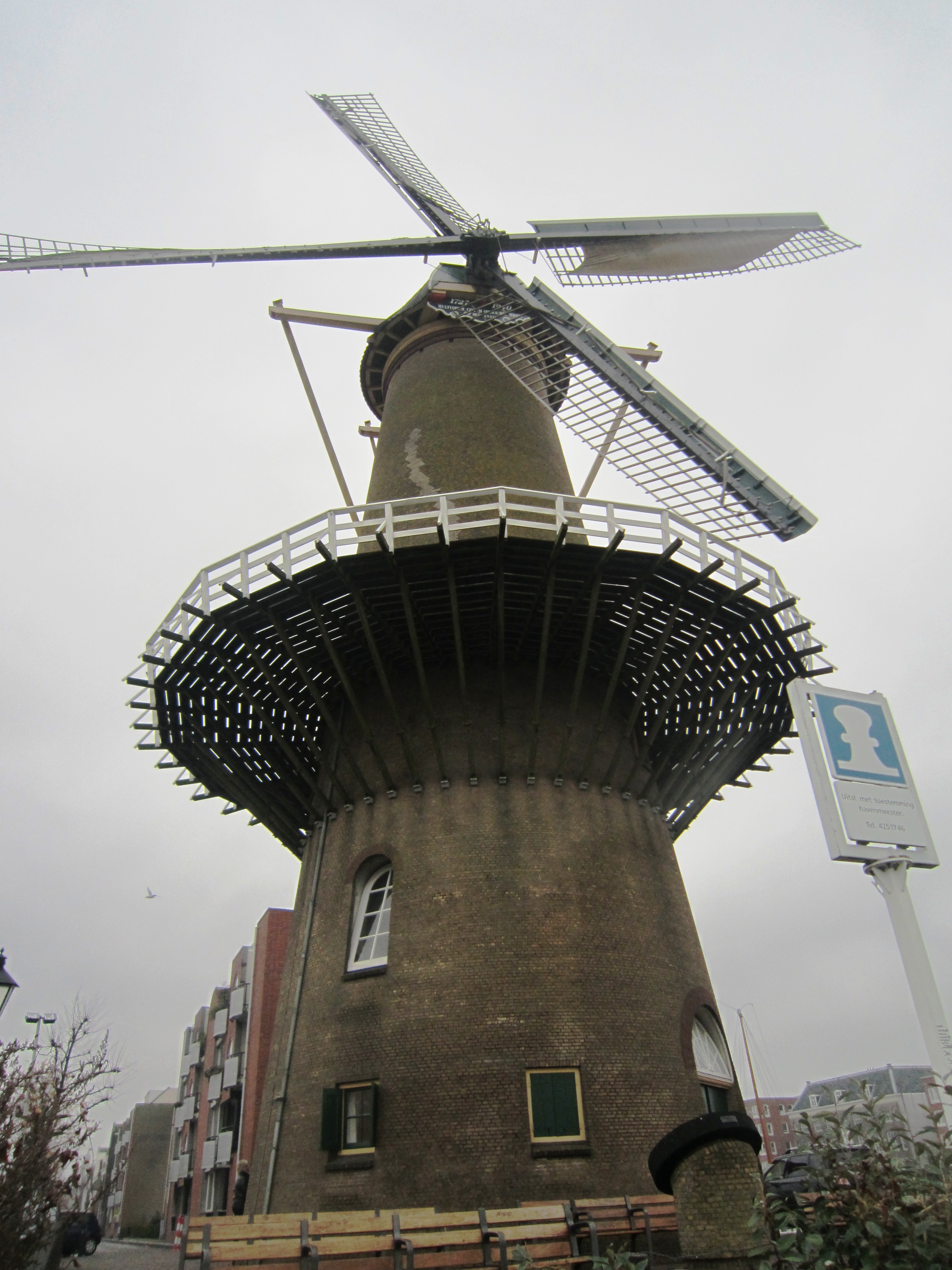
Vue panoramique du moulin.
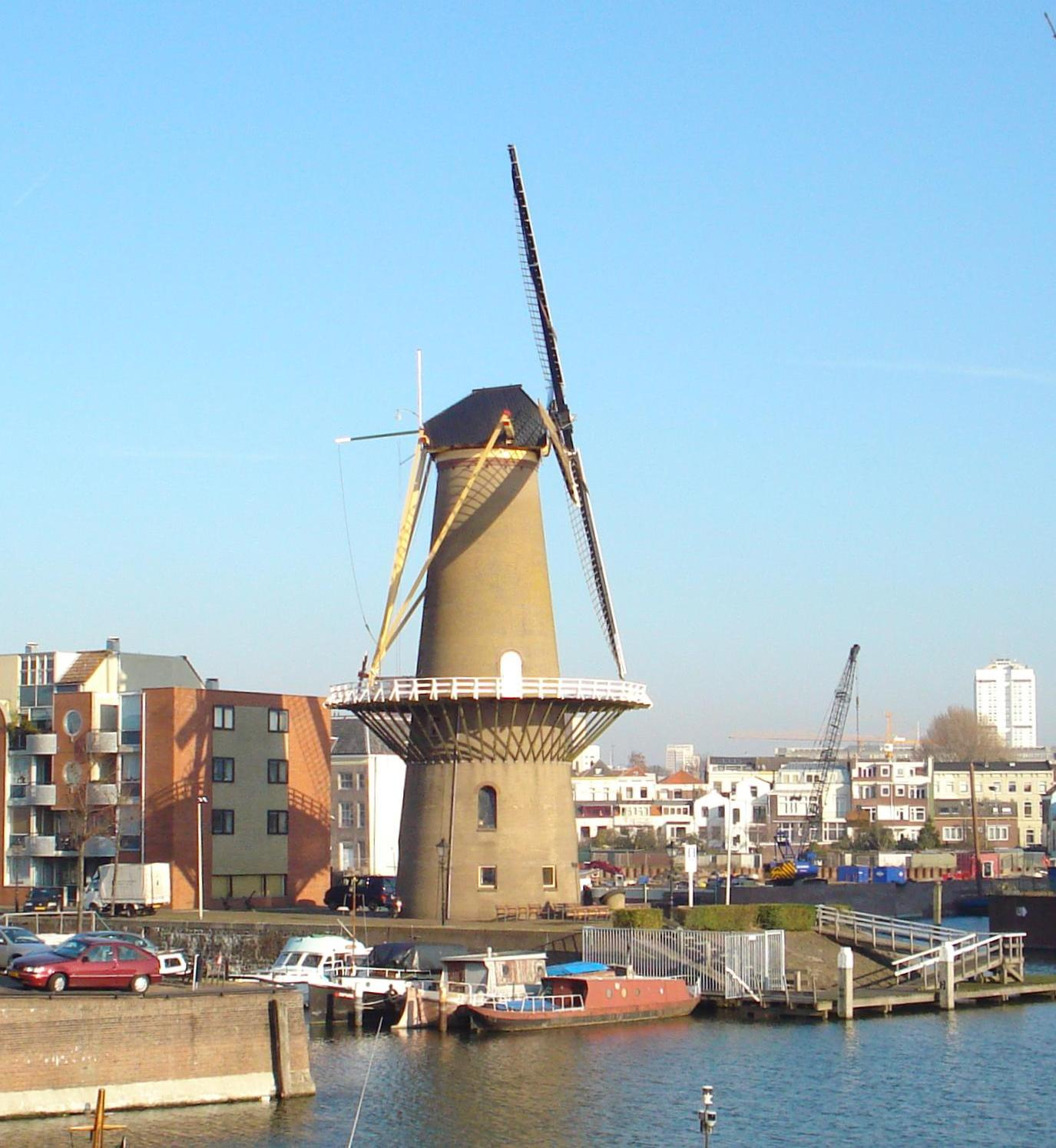
Vue panoramique du moulin.
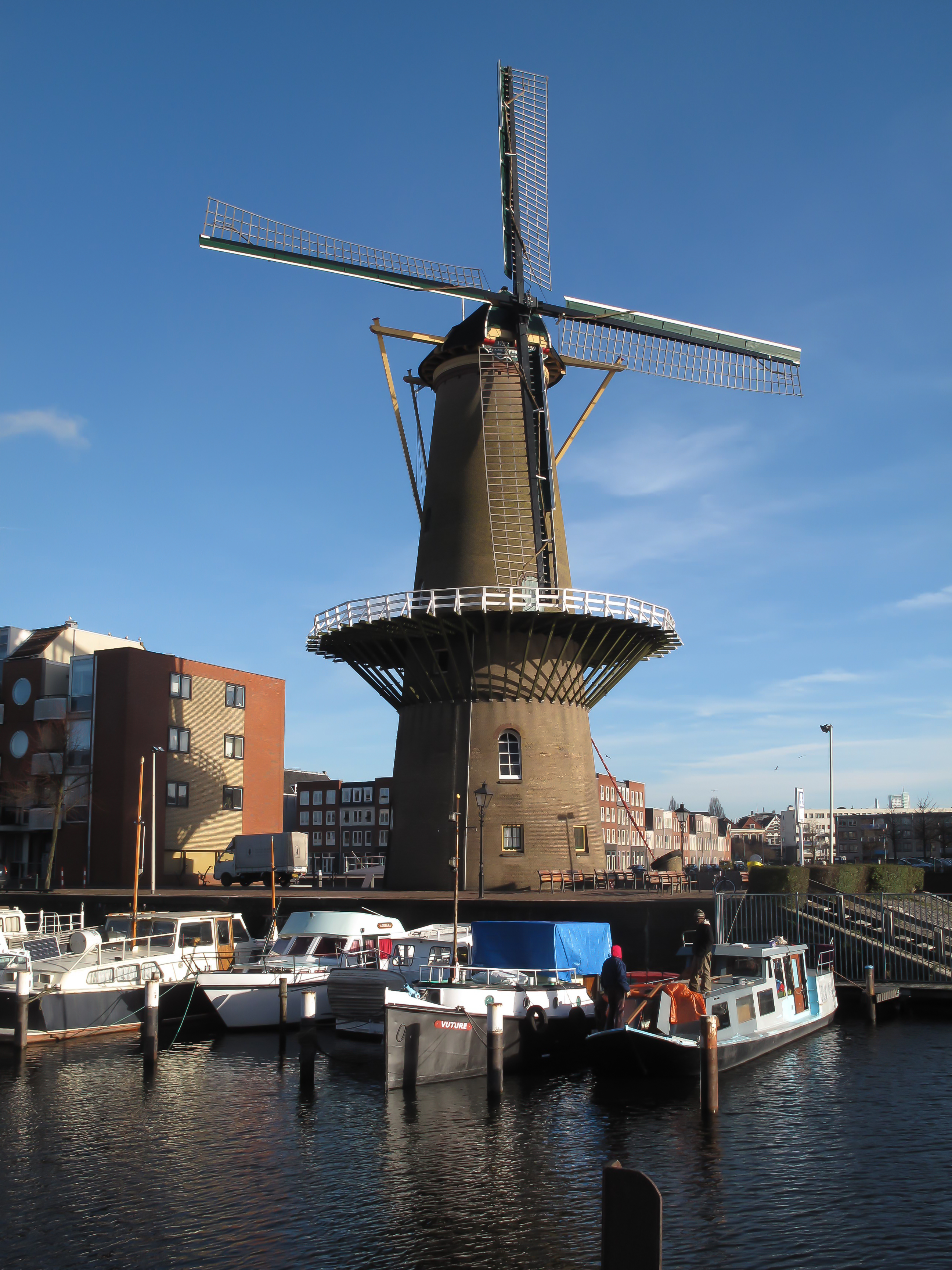
Vue panoramique du moulin.
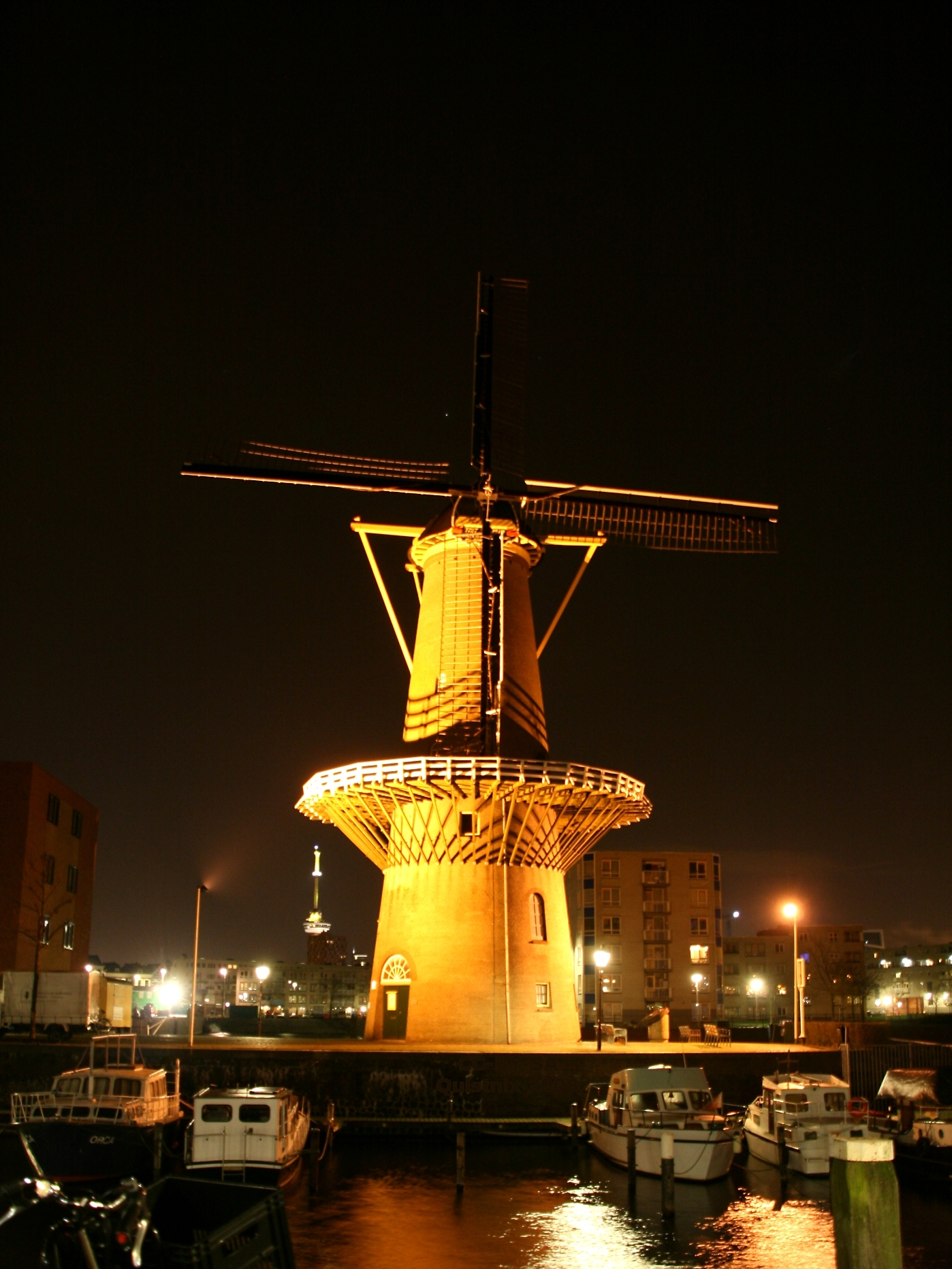
Le Distilleerketel.